# Cowboys (pel·lícula de 2020)
Cowboys és una pel·lícula dramàtica estatunidenca del 2020 escrita i dirigida per Anna Kerrigan. És protagonitzada per Steve Zahn, Jillian Bell, Sasha Knight i Ann Dowd. Es va projectar per primer cop a l'Outfest el 22 d'agost de 2020 i es va estrenar a les sales de cinema el 12 de febrer de 2021 de la mà de Samuel Goldwyn Films. El 28 de juny de 2021 es va estrenar la versió doblada i subtitulada al català.

## Repartiment
- Steve Zahn com a Troy
- Jillian Bell com a Sally
- Sasha Knight com a Joe
- Ann Dowd com a detectiu Faith Erickson
- Gary Farmer com a Robert Spottedbird
- Chris Coy com a Jerry
- A.J. Slaght com a Stevie
- Bob Stephenson com al xèrif George Jenkins
- John Beasley com a Ben the Friendly Ranger
- John Reynolds com a Grover

## Sinopsi
El pare problemàtic però benintencionat d'un nen trans, Troy, s'enlaira amb ell al desert de Montana, perseguit per la policia, després que la seva dona Sally, de qui s'ha separat recentment, es nega a deixar que Joe visqui com el seu autèntic jo.

## Producció

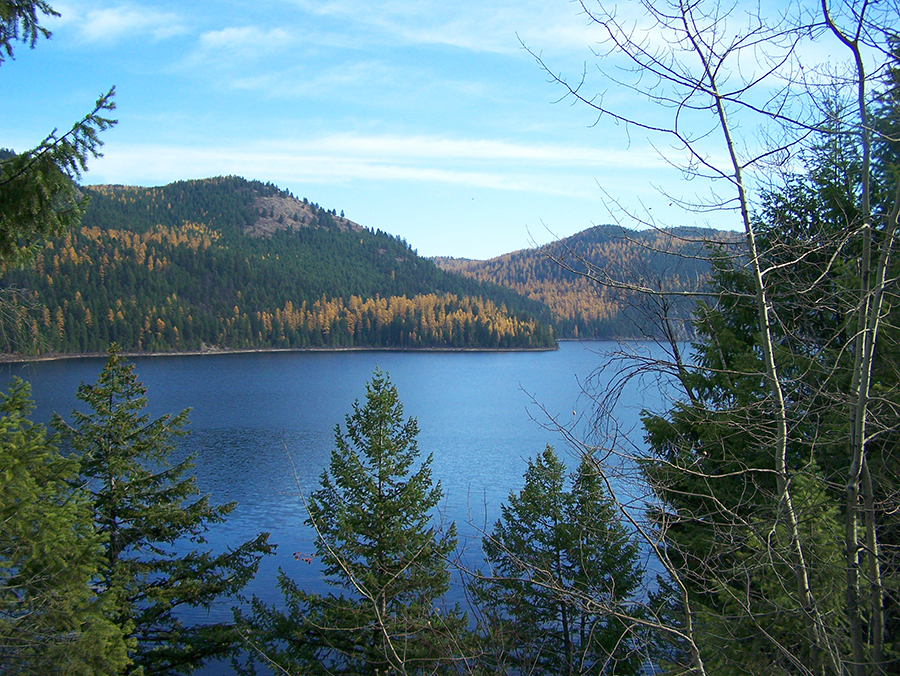
Gran part de la pel·lícula es va rodar al bosc nacional Flathead.

En una entrevista a PopMatters, Kerrigan va dir que mai no hi havia hagut cap dubte sobre l'elecció d'un actor no binari o transgènere per interpretar el paper de Joe, i que després de trobar l'intèrpret Sasha Knight, "era obvi que era el nostre Joe".

## Publicació
Cowboys es va estrenar al festival de cinema Outfest, orientat a la temàtica LGBTQ, el 22 d'agost de 2020 i poc després Samuel Goldwyn Films en va adquirir els drets de distribució. S'havia previst originalment estrenar la pel·lícula al Festival de Cinema de Tribeca l'abril de 2020, però, a causa de la pandèmia de la COVID-19, el festival es va cancel·lar. Finalment es va publicar el 12 de febrer de 2021.

## Resposta crítica
Al lloc web de l'agregador de ressenyes Rotten Tomatoes, la pel·lícula té una puntuació d'aprovació del 91% basada en 56 crítiques, amb una valoració mitjana de 7,4 sobre 10. El consens crític del lloc diu: "Cowboys explora temes carregats d'emocions amb mà ferma, destacant la humanitat dels seus personatges en una història de dinàmiques familiars tensa i d'identitat de gènere".